# Bebel Gilberto
Pour les articles homonymes, voir Gilberto.
Bebel Gilberto (née le 12 mai 1966 à New York) est une chanteuse populaire brésilienne souvent associée à la bossa nova. Elle est la fille du chanteur João Gilberto et de la chanteuse Miúcha, elle-même sœur de Chico Buarque.

## Biographie
Son environnement familial fait que Bebel Gilberto commence à chanter très jeune. Dès l'âge de sept ans, elle enregistre en studio, sur un disque de Miùcha Cantora et Antonio Carlos Jobim, sa première chanson, Calice, sur la dictature brésilienne.

## Discographie

### Albums
- Bebel Gilberto (mini-LP) (1986)
- De Tarde, Vendo O Mar (con Luizão Maia y Banzai) (1991)
- Tanto Tempo (2000/2002)
- Bebel Gilberto (en) (2004)
- Momento (2007)
- All in One (2009)
- In Rio, live (2013)
- Tudo (2014)
- Live At The Belly Up (2017)
- Agora (2020)
- João (2023)

### Collection
- Tanto Tempo Remixes (2001)
- Tanto Tempo (Special Remix Edition (2003)
- Bebel Gilberto Remixed (2005)

### LP's
- Bring Back The Love - Remixes EP 1 (2007) [digital-only]
- Bring Back The Love - Remixes EP 2 (2007) [digital-only]

### Collaborations
- Caipirinha - Peeping Tom (with Mike Patton) (2006)

## Filmographie
- 2014 : Rio 2  de Carlos Saldanha : Eva (voix)

## Dans la culture populaire
Plusieurs de ses chansons sont apparues dans la série Nip/Tuck[réf. souhaitée]. Ces chansons apparaissent aussi dans le film Closer, entre adultes consentants de Mike Nichols, sorti en 2004 avec Tanto Tempo, Mais Feliz et la reprise Samba de Benção.
Cette reprise de Samba de Benção apparaît tout le long de la dernière partie du film Mange, Prie, Aime, sorti en 2010, lorsque le personnage principal, Liz, Julia Roberts finit son voyage initiatique à Bali.